# Bosque de Nancuchiname
Bosque de Nancuchiname Es un área boscosa del departamento de Usulután, en la parte meridional del país centroamericano de El Salvador. Enmarca la orilla oriental del río Lempa y canton El Zamorano, jiquilisco en su frontera sudeste. Es un área natural protegida y existen diversos proyectos para impulsar su protección.